# Muta, Koče - Muta
Muta (nemško Mauthen) je naselje občine Koče - Muta v okraju Šmohor na Koroškem v Avstriji.